# Fabricated City
Fabricated City (títol original en coreà, 조작된 도시 ; romanització revisada, Jojakdoen Doshi; lit. ‘Ciutat fabricada’) és una pel·lícula de thriller d'acció sud-coreana del 2017 dirigida per Park Kwang-hyun i protagonitzada per Ji Chang-wook, Shim Eun-kyung i Ahn Jae-hong. Es va estrenar el 9 de febrer de 2017. S'ha doblat i subtitulat al català.

## Repartiment

### Principal
- Ji Chang-wook com a Kwon Yoo[3]
- Shim Eun-kyung com a Yeo-wool[4]
- Oh Jung-se com a Min Cheon-sang

### Secundari
- Ahn Jae-hong com a Demolition
- Kim Sang-ho com a Ma Deok-soo
- Lee Hanee com a secretària d'en Min Cheon-sang
- Kim Ki-cheon com a Bellesa de l'espai
- Kim Min-kyo com a Daoshi Yong
- Choi Gwi-hwa com el cap de la guàrdia de la presó
- Geum Kwang-san com la mà dreta d'en Ma Deok-soo
- Kim Seul-gi com a Eun-Pye

### Altres
- Kahlid Elijah Tapia
- Park Kyung-hye
- Jung Soo-man
- Yoo Seung-ok[5]
- Bae Min-jung
- Han Ji-eun
- Lee Ha-nui
- Woo Hyun

## Producció
La pel·lícula va marcar el retorn del director Park Kwang-hyun després de dirigir l'exitosa pel·lícula Welcome to Dongmakgol dotze anys abans. La pel·lícula també va simbolitzar el debut cinematogràfic de Ji Chang-wook com a actor principal.
El rodatge va començar l'1 de juliol de 2015 al districte de Yongsan, de Seül, i va acabar el 29 de desembre de 2015.
Segons CJ Entertainment, es va estrenar a 31 països, inclosos cinc on va ser distribuïda directament per CJ. La pel·lícula es va vendre a 26 regions a l'European Film Market celebrat durant el Festival Internacional de Cinema de Berlín. La pel·lícula es va estrenar a Austràlia i Nova Zelanda el febrer, a Hong Kong el març, a Malàisia l'abril i a Tailàndia el maig. També es va projectar a Taiwan, Itàlia, l'Índia, el Vietnam, Indonèsia i Amèrica del Nord.